# Тревізька діоцезія
Треві́зька діоцезія (лат. Dioecesis Tarvisina; італ. Diocesi di Treviso) — діоцезія римського обряду Католицької церкви в Італії, з центром у місті Тревізо. Охоплює терени Венето. Входить до складу Венеціанської церковної провінції. Суфраганна діоцезія Венеціанського патріархату. Заснована 300 року. Голова — єпископ Тревізький. Центральний храм — Тревізький собор.  Площа — 2,194 км². Населення — 885,220 ос.; з них католики — 807,020 ос. (91.2%). Чинний голова — Джанфранко Гардін, єпископ Тревізький.

## Назва
- Треві́зька діоце́зія (лат. Dioecesis Tarvisina; італ. Diocesi di Treviso)
- Треві́зьке єпи́скопство — за титулом ієрарха і назвою катедри.

## Історія
У IV столітті була створена Тревізька діоцезія.

## Єпископи
- Джанфранко Гардін

## Статистика
Згідно з «Annuario Pontificio» і Catholic-Hierarchy.org:
| Рік  | Населення | Населення | Населення | Священики | Священики | Священики | Священики           | Диякони | Ченці    | Ченці | Парафії |
| Рік  | католики  | загалом   | %         | загалом   | секулярні | ченці     | вірних на священика | Диякони | чоловіки | жінки | Парафії |
| ---- | --------- | --------- | --------- | --------- | --------- | --------- | ------------------- | ------- | -------- | ----- | ------- |
| 1950 | 541.338   | 541.410   | 100,0     | 802       | 624       | 178       | 674                 |         | 234      | 1.998 | 238     |
| 1969 | 570.573   | 570.830   | 100,0     | 847       | 585       | 262       | 673                 |         | 379      | 2.210 | 250     |
| 1980 | 684.417   | 685.666   | 99,8      | 830       | 553       | 277       | 824                 | 1       | 406      | 1.420 | 262     |
| 1990 | 720.405   | 727.256   | 99,1      | 765       | 518       | 247       | 941                 | 5       | 393      | 1.289 | 265     |
| 1999 | 766.278   | 777.278   | 98,6      | 697       | 484       | 213       | 1.099               | 12      | 305      | 1.036 | 265     |
| 2000 | 769.500   | 783.556   | 98,2      | 693       | 483       | 210       | 1.110               | 16      | 302      | 1.026 | 265     |
| 2001 | 768.500   | 792.431   | 97,0      | 686       | 479       | 207       | 1.120               | 16      | 298      | 1.016 | 265     |
| 2002 | 770.050   | 800.161   | 96,2      | 667       | 462       | 205       | 1.154               | 17      | 295      | 990   | 265     |
| 2003 | 770.045   | 800.216   | 96,2      | 660       | 462       | 198       | 1.166               | 17      | 279      | 955   | 265     |
| 2004 | 772.150   | 807.877   | 95,6      | 658       | 463       | 195       | 1.173               | 17      | 273      | 941   | 265     |
| 2010 | 807.020   | 885.220   | 91,2      | 605       | 433       | 172       | 1.333               | 22      | 229      | 822   | 265     |
| 2014 | 805.900   | 906.000   | 89,0      | 553       | 413       | 140       | 1.457               | 22      | 163      | 546   | 265     |